# Proroci u islamu
Proroci u Islamu (također, poslanici, pejgamberi; ar. نبي - nebi, što znači "prorok", također i رسول - resul, što znači "poslanik") su ljudi koje je, prema vjerovanju muslimana, Bog, Alah, odabrao kako bi ljude uputili u vjeru i izveli ih na "pravi put" (siratun-mustekim), put vjerovanju u Jednog Boga. Muslimani su dužni poštovati sve proroke spomenute u Kuranu i vjerovati u njihovo proroštvo, a Muhameda slijediti i uzeti ga za svoj životni uzor. Islam proroke smatra najboljim ljudima koji su hodili Zemljom.
Bog je, kako uči Islam, svoje proroke slao narodima koji su zalutali, uzoholili se, postali bogohulni ili činili nered na Zemlji. Svaki prorok je bio poslan jednom narodu (najviše njih Židovima), dok je jedino Muhamed bio poslan cijelom čovječanstvu. Islam naučava da je svaki prorok u različitim vremenima ljudske povijesti propovijedao islam, samo što su ljudi njihov nauk iskrivili i preobrazili u druge religije (osobito židovstvo i kršćanstvo). Zato je, prema tom vjerovanju, došao Muhamed kao "kruna" ili "pečat" svih proroka da prenese posljednju Božju objavu - Kuran i definira konačni oblik islama kao jedinog ispravnog načina štovanja i vjerovanja u Jedinog Boga - Alaha.
Bog je, prema vjerovanju muslimana, nekim prorocima dao i objavu: Tevrat (Toru) Musau (Mojsiju), Zebur (Psalme) Davudu (Davidu), Indžil (Evanđelje) Isau (Isusu) i Kuran Muhamedu. Međutim sve ranije objave su ljudi iskvarili i izmijenili njihov sadržaj prilagođavajući ga sebi, osim Kurana u kome se sam Bog zariče da će ga čuvati do Sudnjeg dana. Zato, prema Islamu, Kuran predstavlja univerzalnu i cjelovitu poruku koja sadrži i najvažnije elemente prijašnjih objava i konačne zakone Božje za cijelo čovječanstvo.

## Nazivi
U arapskom jeziku najčešći nazivi za proroke su: 
- nebi - "vjerovjesnik, prorok",
- resul - "poslanik",
- resulullah - "poslanik Alahov",
- bešir - "donosilac radosnih vijesti",
- nezir - "onaj koji opominje" i dr.

Muslimani nakon imena svakog proroka dodaju i uzrečicu alejhi-s-selam (skraćeno: a.s.), što znači: Neka je mir i spas Božji na njega.

## Proroci i vjerovjesnici u islamu
U Kuranu je imenom spomenuto dvadest pet proroka. Svi su imenovani samo kao nebi, što doslovno znači "prorok" ili "vjerovjesnik", no samo neki su nazvani resul, što znači "poslanik, apostol, donositelj objave". Načelna je razlika da su resul - poslanici dolazili s novim zakonima ili mijenjali postojeće, ili su pak dolazili s Božjim objavama, dok su se nebi - proroci nastavljali prethodne zakone samo pozivajući ljude u vjeru. Dakle, svaki poslanik je i prorok, no svaki prorok nije poslanik.
| Ime       | Biblijsko ime  | Prorok (nebi') | Poslanik (resul) | Najodabraniji (ulul-azm) | Vođa ili imam | Objava             | Narod kojem je poslan              | Novi zakoni |
| --------- | -------------- | -------------- | ---------------- | ------------------------ | ------------- | ------------------ | ---------------------------------- | ----------- |
| Adem      | Adam           |                |                  |                          |               | Svici Ademovi      | Sinovi Ademovi                     |             |
| Idriz     | Henok (?)      |                |                  |                          |               |                    |                                    |             |
| Nuh       | Noa            |                |                  |                          |               |                    | "Nuhov narod"                      |             |
| Hud       | Eber           |                |                  |                          |               |                    | Ad                                 |             |
| Salih     |                |                |                  |                          |               | Zikr               | Semud                              |             |
| Ibrahim   | Abraham        |                |                  |                          |               | Svici Ibrahimovi   | "Ibrahimov narod"                  |             |
| Lut       | Lot            |                |                  |                          |               |                    | Narod Sodome i Gomore              |             |
| Ismail    | Jišmael        |                |                  |                          |               |                    | Narod Arabije                      |             |
| Ishak     | Izak           |                |                  |                          |               |                    | Narod Kanaana                      |             |
| Jakub     | Jakov          |                |                  |                          |               |                    | Praotac Dvanaest Židovskih plemena |             |
| Jusuf     | Josip          |                |                  |                          |               |                    | Egipćani                           |             |
| Ejub      | Job            |                |                  |                          |               |                    | "Ejubov narod"                     |             |
| Šuajb     |                |                |                  |                          |               |                    | Medjen                             |             |
| Musa      | Mojsije        |                |                  |                          |               | Tevrat (Tora)      | Izraelićani i Egipćani             |             |
| Harun     | Aron           |                |                  |                          |               |                    | Izraelićani i Egipćani             |             |
| Davud     | David          |                |                  |                          |               | Zebur (Psalmi)     | Izrael                             |             |
| Sulejman  | Solomon        |                |                  |                          |               |                    | Izrael                             |             |
| Ilijas    | Ilija          |                |                  |                          |               |                    | Ilijasov narod                     |             |
| Eljese    | Elizej         |                |                  |                          |               |                    |                                    |             |
| Junus     | Jona           |                |                  |                          |               |                    | "Junusov narod" (Niniva)           |             |
| Zulkifl   | Ezekiel (?)    |                |                  |                          |               |                    |                                    |             |
| Zekerijah | Zaharija       |                |                  |                          |               |                    | Izraelićani                        |             |
| Jahja     | Ivan Krstitelj |                |                  |                          |               |                    | Izraelićani                        |             |
| Isa       | Isus           |                |                  |                          |               | Indžil (Evanđelje) | Izraelićani                        |             |
| Muhamed   |                |                |                  |                          |               | Kuran              | Cijelo čovječanstvo                |             |

### Broj proroka i poslanika
Svaki narod u povijesti je imao svoga proroka koji ga je nastojao uputiti u vjeru, a nekima narodima je dolazilo i više od jednog, osobito Židovima. Stoga je broj poslanika u islamu zasigurno velik. Prenosi se da je Muhamed naveo da ih je bilo čak 124 000. Ovu predaju prenosi Muhamedov ashab (prisni prijatelj) Ebu Zerr, koji kaže:
"Rekao sam: 'O Alahov Poslaniče! Koliki je broj proroka?' On je odgovorio: 'Stotinu dvadeset četiri tisuće, od toga je tristo petnaest poslanika.'"

### Ostali proroci u islamu
U islamu postoji još proroka o kojima ili nema dovoljno podataka ili njihov proročanski status nije u potpunosti utvrđen. Spominju se kako u Kuranu, tako i u Muhamedovim hadisima (govorima), te islamskoj literaturi.

#### Ostali proroci u Kuranu
Pored dvadeset pet spomenutih proroka u Kuranu je spomenuto još nekoliko ličnosti koje pokazuju osobine proroka, no nigdje se točno ne navodi da li su oni proroci ili ne. To su:
- Hezekijel (Ezekiel) se spominje kao onaj koji je zamolio Alaha da oživi one koji su pobjegli iz svojih kuća bojeći se smrti, a bilo ih je na tisuće. O tome govori 247. ajet sure El-Bekare.
- Hidr, mistični čovjek koji je Musaa (Mojsija) pratio na jednom putovanju. Mnogi ga smatraju Poslanikom ili verovjesnikom.
- Jošua, se spominje kao Musaov saputnik i osvajač Jeruzalema u Kuranu, ali ne imenom, već se smatra da je on "momak" u ajetu ... i tada se Musa obrati svome momku.
- Lukman, često nazivan Mudri Lukman, kome je posvećena cijela 31. sura u Kuranu i koja nosi njegovo ime, a govori o ovome mudracu i prenosi mudre savjete koje je Lukman davao svome sinu.
- Samuel se spominje kao onaj prorok koji je Židove poveo u osvajanje Jeruzalema.
- Uzejr, pobožni rob, za kog se navodi da ga je Boga nadario izrazito lijepim učenjem izvornog Tevrata (Tore) koji je tad već bio izmijenjen. Kuran navodi da su Židovi Uzejra smatrali Sinom Božjim.
- Zul Karnejn, koji je bio veliki i pobožni vladar i vojskovođa, pa mu je Alah podario veliko kraljevstvo. Neki islamski učenjaci ga poistovjećuju s Aleksandrom Velikim.

#### Ostali proroci uhadisu
U Muhamedovom govoru (hadisu)  i islamskoj vjerskoj i tradicionalnoj literaturi se spominje još proroka: Danijal (Daniel), Izaije, Jeremije i dr.

#### Lažni proroci
U temelje islamskog vjerovanja spada i učenje da je Muhamed posljednji Alahov poslanik. Međutim, još za vrijeme njegovog života pojavili su se pojedinci koji su također tvrdili za sebe da su proroci, kao što su Musejlema ibn Kezzab i Esved el-Ansi. U povijesti islama nakon Muhamedove smrti pojavilo se još nekoliko osoba koje islam smatra lažnim prorocima, poput utemeljitelja Ahmedija islama Mirze Ahmeda Gulama.

## Osobine proroka
Kako se proroci u islamu smatraju prvacima ljuskog roda i najboljim ljudima koji su hodili dunjalukom (ovi svijetom), pripisuju im se razne osobine koje je kod drugih ljudi teško naći, ili ih nema u toj mjeri kao kod njih. Sedam je velikih časnih osobina proroka:

#### Ismet - Bezgrješnost
Ismet znači da su svi proroci bili u potpunosti čisti od grijeha, te da i prije nego im je došla poruka od Boga nisu štovali božanstva svojih naroda, već su nastojali pronaći istinu. U vrijeme proroštva oni su se čuvali od grijeha, jer su bili uzor svojim sljedbenicima. To ipak ne znači da oni nisu mogli činiti grijehe, već da su uspijevali u potpunosti se od njih sačuvati.

#### Emanet - Povjerljivost
Emanet znači da su svi Božji proroci bili povjerljivi i vrlo pravedni ljudi, i prije i u vrijeme svoje misije. Tako je Prorok Muhamed i prije nego što je postao poslanik stekao nadimak El-Emin - "Povjerljivi i pravedni", zbog svoje iskrenosti i pravednosti, tako da su brojni Mekanski uglednici upravo njemu na čuvanje ostavljali svoje dućane i imovinu kada bi išli na poslovna putovanja. Ovakav njegov status u Meki je omogućio i lakše preobraćenje određenog broja stanovnika ovog grada na islam.

#### Sidk - Istinoljubivost
Sidk znači da su svi Božji proroci uvijek govorili istinu, poticali ljude da govore samo istinu, te se nikada nisu služili lažima.

#### Fetanet - Oštroumnost
Fetanet znači da su svi Božji proroci bili umno najsavršeniji ljudi svoga vremena, da su bili izrazito pametni, oštroumni i nadasve jako mudri ljudi. Ipak, nisu se nikada razmetali svojom oštroumnošću, tako da Prorok Muhamed u cijelom svome životu nikada nije htio naučiti čitati i pisati, kako ga ljudi ne bi optužili da je sam napisao Kuran.

#### Adalet - Pravednost
Adalet znači da su svi proroci Alahovi bili izrazito pravedni ljudi i većina njih je za života vršila funkciju suca. 

#### Rudžulet - Muškost
Rudžulet znači da su svi proroci Alahovi bili muškarci, jer se žene ne bi mogle nositi s teretom proroštva i čestim progonima, mučenjima i ubijanjima koje su proroci za svojih misija trpili.

#### Ostale osobine proroka u islamu
Ostale osobine proroka u islamu su:
- bili su iz uglednih obitelji;
- nisu imali tjelesnih mana i nedostataka;
- nisu bolovali od zaraznih bolesti;
- nisu imali loših navika;
- bili su vrlo uzornog ponašanja i služili svojim sljedbenicima kao uzor;

Većina Božjih proroka su, kao i ostali normalni ljudi, zasnivali brak, radili i zarađivali, bili bogati ili siromašni, bolovali (nikada od zaraznih bolesti), imali potomstvo itd.